# Mededelingen van de documentatiedienst
De Mededelingen van de documentatiedienst vormden een losbladig kaartsysteem met bio- en bibliografische gegevens over Nederlandstalige auteurs die verschenen tussen 1954 en 1992 (=1996).

## Geschiedenis
In december 1954 verscheen de eerste aflevering van de Mededelingen van de documentatiedienst, een uitgave van het Nederlands Letterkundig Museum en Documentatiecentrum (NLMD) die in samenwerking met het Archief en Museum voor het Vlaamse Cultuurleven tot stand kwam. De eerste set bestond uit 119 "basiskaarten" met gegevens over willekeurige schrijvers. In december 1954 kon men ook 'intekenen' op een metalen kaartendoos waar de kaarten ingestoken konden worden; de (eerste) doos werd vanwege de levertijd niet voor februari 1955 verwacht. In september 1996 werden door de conservator van het NLMD, Anton Korteweg, de laatste 103 kaarten verzonden; deze kaarten, verschenen in augustus 1996, waren 'gedateerd' als aflevering no. 107 van december 1992 waarbij de gegevens waren bijgewerkt tot en met 31 december 1993. Met die 107e aflevering werd "het abonnement afgesloten", en de kaarten konden opgeborgen worden in uiteindelijk twee metalen kaartendozen.

## Inhoud
De serie kaarten werd onderscheiden in zogenaamde "grote kaarten" en "kleine kaarten". De eerste waren de basiskaarten met de primaire gegevens van een auteur, veelal ontleend aan de registers van de burgerlijke stand. De kleine kaarten omvatten de bio- en bibliografische gegevens van de auteur en konden aangevuld worden met een kaart met een handschrift.
De serie bestond uiteindelijk uit 856 grote en 3110 kleine kaarten. De auteur die de meeste kaarten kreeg was Conrad Busken Huët: 134; daarnaast zijn er nogal wat auteurs die slechts een basiskaart kregen, en van wie dus noch bio-, noch bibliografische gegevens zijn opgenomen. De omvang van de set per schrijver hield mede verband met de auteurs van die sets; zo kreeg de door Harry G.M. Prick verzorgde bijdrage over Lodewijk van Deyssel 104 kaarten, P.C. Boutens kreeg 75 kaarten, F. Bordewijk 51 terwijl een schrijver als Louis Couperus slechts negen kaarten kreeg.